# Еномай
Вижте пояснителната страница за други личности с името Еномай.
Еномай (на латински: Oenomaus, Oinomaos; † 73/72 пр.н.е.) е, заедно със Спартак и Крикс, сред най-значителните водачи на робските бунтовници в началото Третото робско въстание, познато като Въстанието на Спартак.
Вероятно е галиец или германец. Той е в групата на първите 73 роби, които заедно със Спартак бягат от Гладиаторското училище на Гай Корнелий Лентул Батиат от Капуа.
Еномай участва в първите най-важни успехи на робската армия, особено в победата над римските войски на Гай Клаудий Глабер на Везувий. Той е убит вероятно през зимата на 73/72 пр.н.е.